# Zimske olimpijske igre
Zimske olimpijske igre održavaju se od 1924. godine, kako bi se mogli nadmetati i sportaši u zimskim sportovima. Najuspješnija sportšica u povijesti ZOI je Marit Bjørgen iz Norveške.

## Sportovi na Zimskim olimpijskim igrama
- alpsko skijanje – prvi put se pojavilo na ZOI-u 1936. godine. Sportaši se natječu u sljedećih 5 disciplina: spust, slalom, veleslalom, super veleslalom i kombinaciji (posebno se natječu skijaši i skijašice).
- biatlon – pojavio se 1960. godine, natječe se u 4 discipline: sprint (10 km (muški)/7,5 km (žene)), pojedinačno (20 km (muški)/15 km (žene)), kombinacija (12,5 km (muški)/10 km (žene)) i štafeta (4 x 7,5 km).
- bob – spuštanje u bobu održava se od 1924. godine
- skijaško trčanje – od početka je na programu zimskih olimpijskih igara
- curling –  pojavio se u programu 1924., no nije prihvaćen. Opet je prikazan 1932., 1988. i 1992., te je službeno priključen olimpijskim sportovima 1998. godine. Od tada, održavaju se turniri za muškarce i žene u curlingu.
- umjetničko klizanje
- hokej na ledu
- nordijska kombinacija
- skijaški skokovi
- brzo klizanje
- brzo klizanje na kratkim stazama
- sanjkanje
- skeleton
- snowboard – u programu ZOI-a od 1998. godine
- slobodno skijanje

## Deset najuspješnijih nacija na ZOI
| Rb. | Zemlja     | Broj OI | Zlato | Srebro | Bronca | Ukupno |
| --- | ---------- | ------- | ----- | ------ | ------ | ------ |
| 1   | Norveška   | 23      | 132   | 125    | 111    | 368    |
| 2   | SAD        | 23      | 105   | 108    | 90     | 313    |
| 3   | Njemačka   | 12      | 92    | 86     | 60     | 238    |
| 4   | Austrija   | 23      | 64    | 81     | 87     | 232    |
| 5   | Kanada     | 23      | 73    | 64     | 62     | 199    |
| 6   | SSSR       | 9       | 78    | 57     | 59     | 194    |
| 7   | Finska     | 23      | 43    | 63     | 61     | 167    |
| 8   | Švedska    | 23      | 57    | 46     | 55     | 158    |
| 9   | Švicarska  | 23      | 55    | 46     | 52     | 153    |
| 10  | Nizozemska | 21      | 45    | 44     | 41     | 130    |

## Popis Zimskih olimpijskih igara
| Igre   | Godina | Grad domaćin                                                                      | Datum održavanja                                                                  | Države sudionice                                                                  | Natjecatelji                                                                      | Natjecatelji                                                                      | Natjecatelji                                                                      | Sportovi                                                                          | Discipline                                                                        | Ref                                                                               |
| Igre   | Godina | Grad domaćin                                                                      | Datum održavanja                                                                  | Države sudionice                                                                  | Ukupno                                                                            | muškarci                                                                          | Žene                                                                              | Sportovi                                                                          | Discipline                                                                        | Ref                                                                               |
| ------ | ------ | --------------------------------------------------------------------------------- | --------------------------------------------------------------------------------- | --------------------------------------------------------------------------------- | --------------------------------------------------------------------------------- | --------------------------------------------------------------------------------- | --------------------------------------------------------------------------------- | --------------------------------------------------------------------------------- | --------------------------------------------------------------------------------- | --------------------------------------------------------------------------------- |
| I.     | 1924.  | Chamonix, Francuska                                                               | 25. siječnja – 5. veljače                                                         | 16                                                                                | 258                                                                               | 247                                                                               | 11                                                                                | 6                                                                                 | 16                                                                                | [ 1 ]                                                                             |
| II.    | 1928.  | St. Moritz, Švicarska                                                             | 11. – 19. veljače                                                                 | 25                                                                                | 464                                                                               | 438                                                                               | 26                                                                                | 4                                                                                 | 14                                                                                | [ 2 ]                                                                             |
| III.   | 1932.  | Lake Placid, SAD                                                                  | 4. – 15. veljače                                                                  | 17                                                                                | 252                                                                               | 231                                                                               | 21                                                                                | 4                                                                                 | 14                                                                                | [ 3 ]                                                                             |
| IV.    | 1936.  | Garmisch-Partenkirchen, Njemačka                                                  | 6. – 16. veljače                                                                  | 28                                                                                | 646                                                                               | 566                                                                               | 80                                                                                | 4                                                                                 | 17                                                                                | [ 4 ]                                                                             |
| 1940.  | 1940.  | trebale se održati u Sapporu, Japan, otkazane zbog II. svjetskog rata             | trebale se održati u Sapporu, Japan, otkazane zbog II. svjetskog rata             | trebale se održati u Sapporu, Japan, otkazane zbog II. svjetskog rata             | trebale se održati u Sapporu, Japan, otkazane zbog II. svjetskog rata             | trebale se održati u Sapporu, Japan, otkazane zbog II. svjetskog rata             | trebale se održati u Sapporu, Japan, otkazane zbog II. svjetskog rata             | trebale se održati u Sapporu, Japan, otkazane zbog II. svjetskog rata             | trebale se održati u Sapporu, Japan, otkazane zbog II. svjetskog rata             | trebale se održati u Sapporu, Japan, otkazane zbog II. svjetskog rata             |
| 1944.  | 1944.  | trebale se održati u Cortini d'Ampezzo, Italija, otkazane zbog II. svjetskog rata | trebale se održati u Cortini d'Ampezzo, Italija, otkazane zbog II. svjetskog rata | trebale se održati u Cortini d'Ampezzo, Italija, otkazane zbog II. svjetskog rata | trebale se održati u Cortini d'Ampezzo, Italija, otkazane zbog II. svjetskog rata | trebale se održati u Cortini d'Ampezzo, Italija, otkazane zbog II. svjetskog rata | trebale se održati u Cortini d'Ampezzo, Italija, otkazane zbog II. svjetskog rata | trebale se održati u Cortini d'Ampezzo, Italija, otkazane zbog II. svjetskog rata | trebale se održati u Cortini d'Ampezzo, Italija, otkazane zbog II. svjetskog rata | trebale se održati u Cortini d'Ampezzo, Italija, otkazane zbog II. svjetskog rata |
| V.     | 1948.  | St. Moritz, Švicarska                                                             | 30. siječnja – 8. veljače                                                         | 28                                                                                | 669                                                                               | 592                                                                               | 77                                                                                | 4                                                                                 | 22                                                                                | [ 5 ]                                                                             |
| VI.    | 1952.  | Oslo, Norveška                                                                    | 14. – 25. veljače                                                                 | 30                                                                                | 694                                                                               | 585                                                                               | 109                                                                               | 4                                                                                 | 22                                                                                | [ 6 ]                                                                             |
| VII.   | 1956.  | Cortina d'Ampezzo, Italija                                                        | 26. siječnja – 5. veljače                                                         | 32                                                                                | 821                                                                               | 687                                                                               | 134                                                                               | 4                                                                                 | 24                                                                                | [ 7 ]                                                                             |
| VIII.  | 1960.  | Squaw Valley, SAD                                                                 | 18. – 28. veljače                                                                 | 30                                                                                | 665                                                                               | 521                                                                               | 144                                                                               | 4                                                                                 | 27                                                                                | [ 8 ]                                                                             |
| IX.    | 1964.  | Innsbruck, Austrija                                                               | 29. siječnja – 9. veljače                                                         | 36                                                                                | 1091                                                                              | 892                                                                               | 199                                                                               | 6                                                                                 | 34                                                                                | [ 9 ] [ 10 ]                                                                      |
| X.     | 1968.  | Grenoble, Francuska                                                               | 6. – 18. veljače                                                                  | 37                                                                                | 1158                                                                              | 947                                                                               | 211                                                                               | 6                                                                                 | 35                                                                                | [ 11 ]                                                                            |
| XI.    | 1972.  | Sapporo, Japan                                                                    | 3. – 13. veljače                                                                  | 35                                                                                | 1006                                                                              | 801                                                                               | 205                                                                               | 6                                                                                 | 35                                                                                | [ 12 ]                                                                            |
| XII.   | 1976.  | Innsbruck, Austrija                                                               | 4. – 15. veljače                                                                  | 37                                                                                | 1123                                                                              | 892                                                                               | 231                                                                               | 6                                                                                 | 37                                                                                | [ 13 ]                                                                            |
| XIII.  | 1980.  | Lake Placid, SAD                                                                  | 13. – 24. veljače                                                                 | 37                                                                                | 1072                                                                              | 840                                                                               | 232                                                                               | 6                                                                                 | 38                                                                                | [ 14 ]                                                                            |
| XIV.   | 1984.  | Sarajevo, SFRJ                                                                    | 8. – 19. veljače                                                                  | 49                                                                                | 1272                                                                              | 998                                                                               | 274                                                                               | 6                                                                                 | 39                                                                                | [ 15 ]                                                                            |
| XV.    | 1988.  | Calgary, Kanada                                                                   | 13. – 28. veljače                                                                 | 57                                                                                | 1423                                                                              | 1122                                                                              | 301                                                                               | 6                                                                                 | 46                                                                                | [ 16 ]                                                                            |
| XVI.   | 1992.  | Albertville, Francuska                                                            | 8. – 23. veljače                                                                  | 64                                                                                | 1801                                                                              | 1313                                                                              | 488                                                                               | 7                                                                                 | 57                                                                                | [ 17 ]                                                                            |
| XVII.  | 1994.  | Lillehammer, Norveška                                                             | 12. – 27. veljače                                                                 | 67                                                                                | 1737                                                                              | 1215                                                                              | 522                                                                               | 6                                                                                 | 61                                                                                | [ 18 ]                                                                            |
| XVIII. | 1998.  | Nagano, Japan                                                                     | 7. – 22. veljače                                                                  | 72                                                                                | 2176                                                                              | 1389                                                                              | 787                                                                               | 7                                                                                 | 68                                                                                | [ 19 ]                                                                            |
| XIX.   | 2002.  | Salt Lake City, SAD                                                               | 8. – 24. veljače                                                                  | 77                                                                                | 2399                                                                              | 1513                                                                              | 886                                                                               | 7                                                                                 | 78                                                                                | [ 20 ]                                                                            |
| XX.    | 2006.  | Torino, Italija                                                                   | 10. – 26. veljače                                                                 | 80                                                                                | 2508                                                                              | 1548                                                                              | 960                                                                               | 7                                                                                 | 84                                                                                | [ 21 ]                                                                            |
| XXI.   | 2010.  | Vancouver, Kanada                                                                 | 12. – 28. veljače                                                                 | 82                                                                                | 2566                                                                              | 1522                                                                              | 1044                                                                              | 7                                                                                 | 86                                                                                | [ 21 ]                                                                            |
| XXII.  | 2014.  | Soči, Rusija                                                                      | 7. – 23. veljače                                                                  | 88                                                                                | 2873                                                                              | 1714                                                                              | 1159                                                                              | 7                                                                                 | 98                                                                                |                                                                                   |
| XXIII. | 2018.  | Pyeongchang, Južna Koreja                                                         | 9. – 25. veljače                                                                  | 92                                                                                | 2922                                                                              | 1705                                                                              | 1217                                                                              | 7                                                                                 | 102                                                                               | [ 22 ]                                                                            |
| XXIV.  | 2022.  | Peking, Kina                                                                      | 4. – 20. veljače                                                                  | 91                                                                                | 2871                                                                              |                                                                                   |                                                                                   | 7                                                                                 | 109                                                                               |                                                                                   |